# بخش روستایی ورنگل
بخش روستایی ورنگال (به انگلیسی: Warangal Rural district) یک بخش روستایی در هند است که در تلانگانا واقع شده‌است. بخش روستایی ورنگال ۲٬۱۷۵٫۵۰ کیلومتر مربع مساحت و ۷۱۶٬۴۵۷ نفر جمعیت دارد.